# Thrybius praedator
Thrybius praedator là một loài tò vò trong họ Ichneumonidae.